# Главный почтамт (Буэнос-Айрес)
Здание главного почтамта (исп. Palacio de Correos) — дворец в Буэнос-Айресе, расположенный на улице Сармьенто в районе Сан-Николас. В здании находится Культурный центр Киршнера. Здание является классическим примером архитектуры французского академизма. Президент Мигель Хуарес одобрил проект строительства в 1888 году. Первоначально проект был разработан французским архитектором Норбертом Мейллартом для Центральной почты Аргентины, но в 1908 году проект был пересмотрен с учётом новых функций. Конструкция открытого президентом Марселом Т. де Альвеаром здания отличалась во многих аспектах от замысла архитектора Мейлларта. В 1997 году почтамт был объявлен национальным памятником истории и архитектуры.
В 2003 году перестал использоваться в качестве почтового отделения, а в 2005 году правительство приняло решение превратить его в культурный центр в рамках празднования двухсотлетия Майской революции 1810 года. 24 мая 2010 года центр был открыт, в 2012 году был переименован в Культурный центр Нестора Киршнера, а 21 мая 2013 получил название Культурного центра Киршнера.

## История

### Первоначальный проект

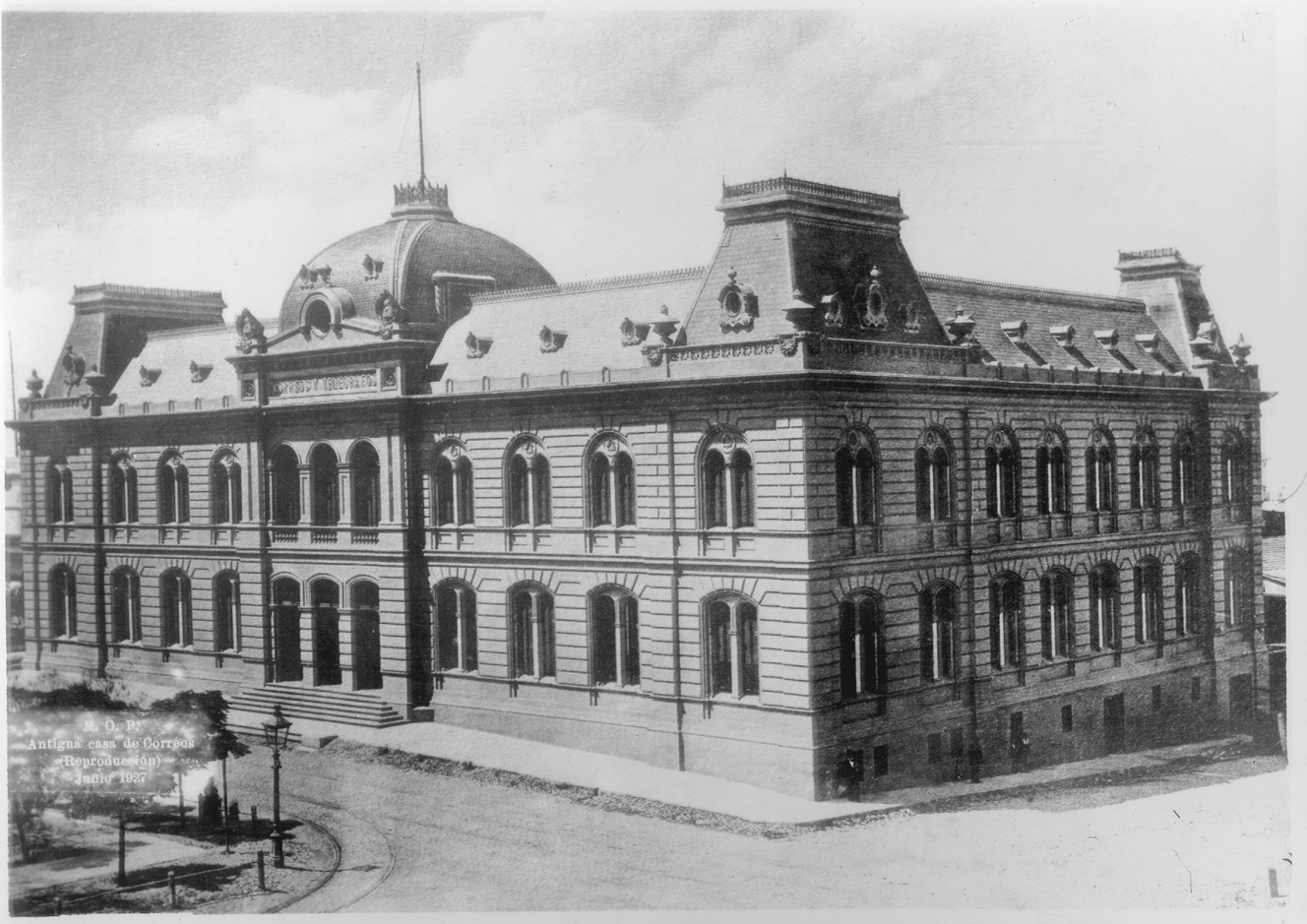
Старое здание почты и телеграфа (1879—1886), теперь — часть комплекса президнетского дворца

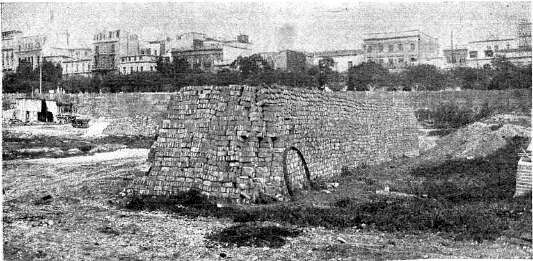
Начало строительства в 1888 году

В 1888 году Рамон Хосе Каркано, глава почты Аргентины, учитывая бурное развитие почтовой службы, поднял вопрос о необходимости строительства здания главного почтамта. На тот момент президентом страны был Мигель Хуарес, а Буэнос-Айрес являлся федеральной столицей республики. В это время государство стремилось продемонстрировать прочность политической и экономической системы посредством строительства общественных сооружений. Департамент архитектуры Министерства общественных работ в 1889 году выбрал французского архитектора Норберта Мейлларта для реализации проекта, созданного по образцу Главпочтамта в Нью-Йорке. Строительные работы под руководством Мейлларта начались на участке, расположенном между проспектом Авенида Леандро Н. Алем, проспектом Авенида Корриентес и улицами Боучард и Сармьенто. Эта земля была подарена городу компанией Las Catalinas, которая приобрела земли вокруг Рио-де-ла-Плата.
В 1890 году работы впервые прекратились из-за экономического кризиса и отставки президента Хуареса.

### Изменения
Только в 1905 году национальное правительство выделило финансирование для завершения строительства здания Главпочтамта. К тому времени проект Мейлларта устарел как по причине роста объёмов почтовых услуг, так и по причине внедрения новых технологических разработок. По указанию генерального директора почт и телеграфов, доктора Эрнесто Боша, проект был переработан, и в 1908 году Мейлларт приступил к строительным работам (проект утверждён в апреле 1909 года).
Согласно проекту главный вход расширенного здания переносился на улицу Сармьенто, тем самым обеспечен свободный доступ в здание клиентам, чтобы избежать необходимости идти вниз по крутой улице Сармьенто на проспект Авенида Корриентес, который заканчивался на проспекте Леандро Н. Алем, где шло строительство моста и пешеходного перехода. Пологие скаты доведенные до проспекта Леандро Н. Алем, были зарезервированы для движения транспортных средств. Некоторые здания например, Фондовая биржа Буэнос-Айреса и здание Кальвет, также были построены в расчёте для движения по проспекту. Проект по строительству (не включая дороги и мосты) выиграл конкурс в ноябре 1911 года.

### Окончательный вариант и открытие
В 1911 году Мейлларт в результате разногласий с властями вышел из проекта. После этого возглавить строительство, по решению Национального управления архитектуры, поручили его главному сотруднику, российскому архитектору Якову Спольскому, который приехал в Аргентину из Франции по приглашению Мейлларта. Среди зданий, которые построены по проектам Спольского — главпочтамты в провинции Тукуман и в городе Росарио.
Проект Мейлларта снова претерпел важные изменения, в том числе внедрение металлического каркаса и железобетонных межэтажных перекрытий. Поскольку строительство велось в бывшем речном русле, было установлено 2 882 железобетонных свай по 10 м в среднем каждая, чтобы обеспечить надлежащую прочность фундамента здания.
В 1916 году, через год после того, как строительная компания получила контракт от министерства общественных работ, глава министерства решил приостановить строительные работы в связи с неблагоприятной экономической ситуацией и отсутствием материалов по причине Первой мировой войны. Вследствие сокращения финансирования планировка помещений снова изменилась. Окна, которые сегодня можно увидеть на втором этаже со стороны улицы Сармьенто, на самом деле были разработаны как вход в здание.

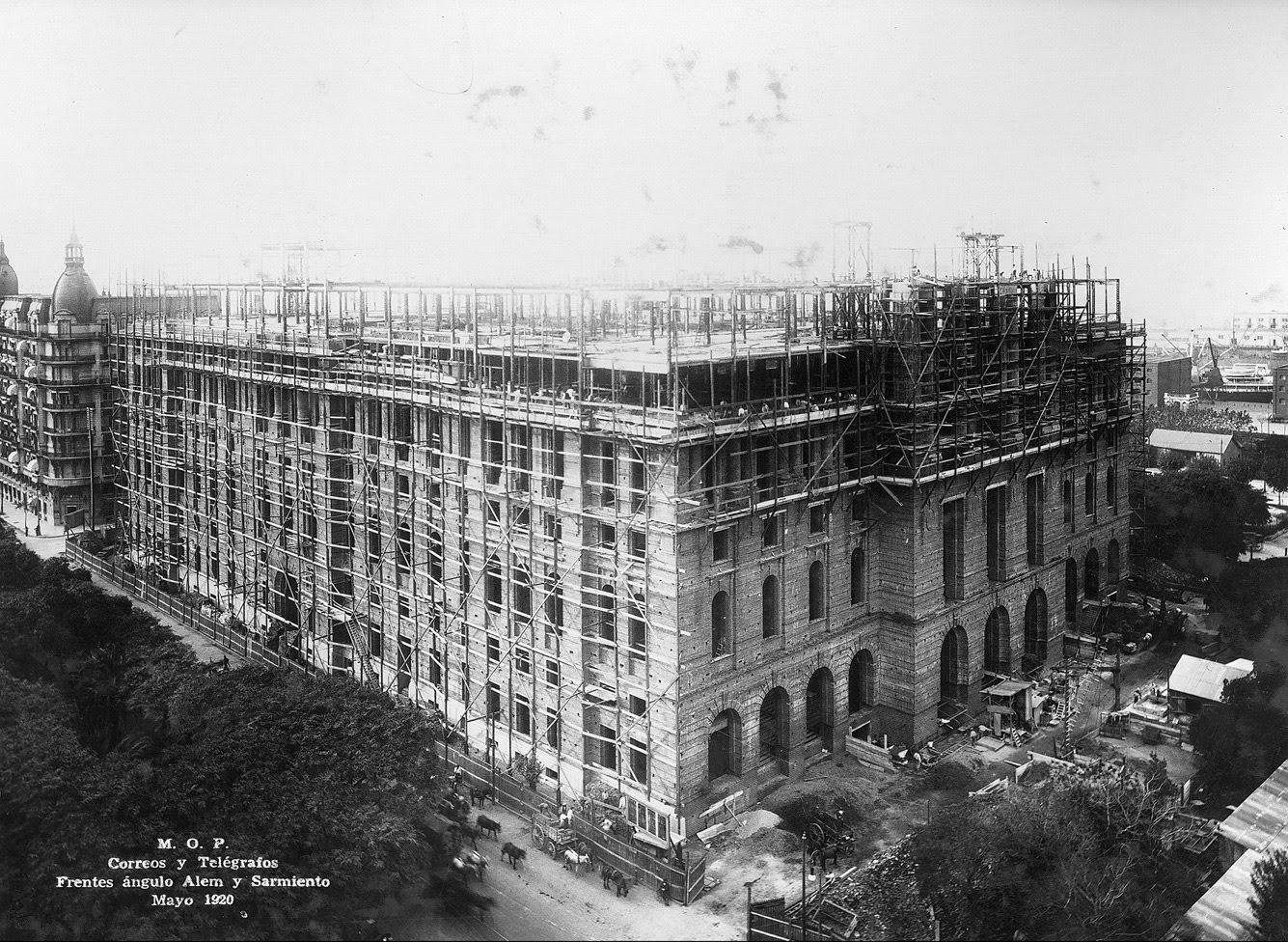
Дворец в процессе строительства (май 1920)

В 1923 году были снова исчерпаны средства для строительства, но позже строительные работы завершила новая компании. 28 сентября 1928 года, за две недели до того, как президент Марсело Токвато де Альвеар ушёл в отставку, он торжественно открыл здание, назвав его «дворцом».
Во время первого срока президентства Хуана Доминго Перона в здании размещался фонд под руководством Эвы Перон (сейчас фонд носит её имя).
В 1997 году здание было объявлено национальным историческим памятником (Закон 12665) по своим архитектурным характеристикам и историческому значению. В 2002 году здание перестало работать в качестве главпочтамта и до 2009 главный вход по улице Сармьенто стал использоваться в качестве почтового отделения и продажи филателии, а остальные здание не стало использоваться, отчасти в результате развития новых средств связи.

### Культурный центр

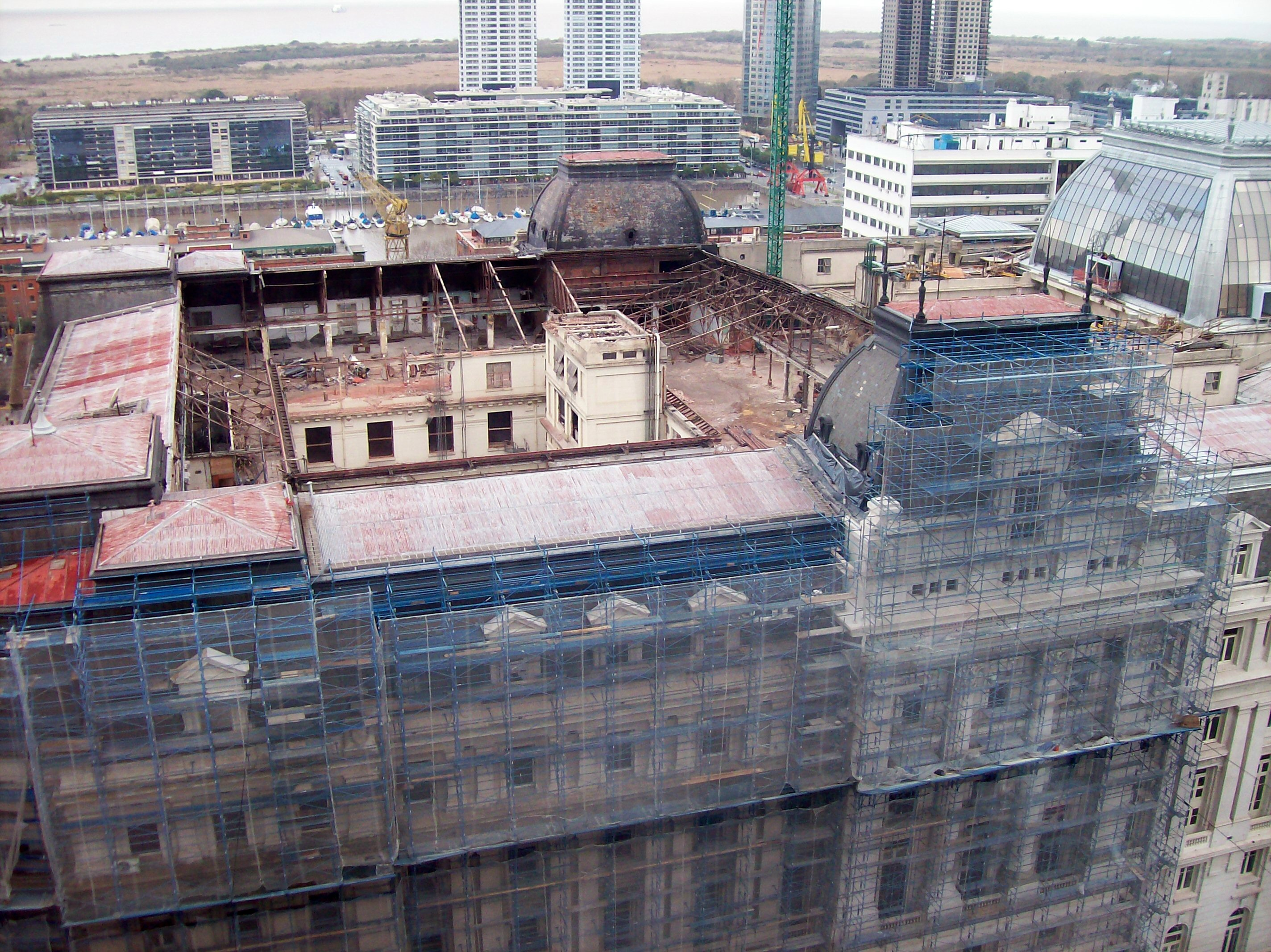
Модернизация в 2010 году

В честь двухсотлетия Майской революции правительство Аргентины решило создать в здании «культурный центр Двухсотлетия страны» и провело в 2006 году международный архитектурный конкурс. На конкурсе было представлено более 340 архитектурных фирм из более чем 20 стран мира. Первый приз был присужден по единогласному решению жюри в ноябре того же года компании Bars & Associates (B4FS) в Ла-Плата и Becker-Ferrari из Буэнос-Айреса.
Проектом предусматривалась реставрацию исторического здания наряду с включением новых архитектурных элементов. Таким образом, после реконструкции здание состоит из двух частей: исторической на улице Сармьенто и современной на Авенида Корриентес, предназначенной под концертные залы оборудованной по последнему слову техники.
Работы с начала 2010 года включали реставрацию фасадов и застеклённого купола для приспособления «исторической части» под выставочное пространство. В рамках празднования двухсотлетия Майской революции 24 мая 2010 года президент Кристина Фернандес де Киршнер открыла первый сектор культурного центра, в котором разместилась тематическая выставка, посвящённая историческим деятелям. Затем, 31 мая, культурный центр был закрыт для продолжения внутренних работ.
В течение 2012 года строительные работы проводились на другой половине здания, включающей аудитории и концертные залы. В том же году центр был переименован в «культурный центр имени доктора Карлоса Нестора Киршнера». Из-за размера работы в некоторых СМИ сравнивались с «Колумбом в XXI веке», модернизация обошлась в 1000 миллионов песо.
В Культурном центре Нестора Киршнера, официально открытом 21 мая 2015 года, на площади в 100 тысяч м² разместилось более десяти многоцелевых залов вместимостью до 5000 посетителей.

## Архитектура

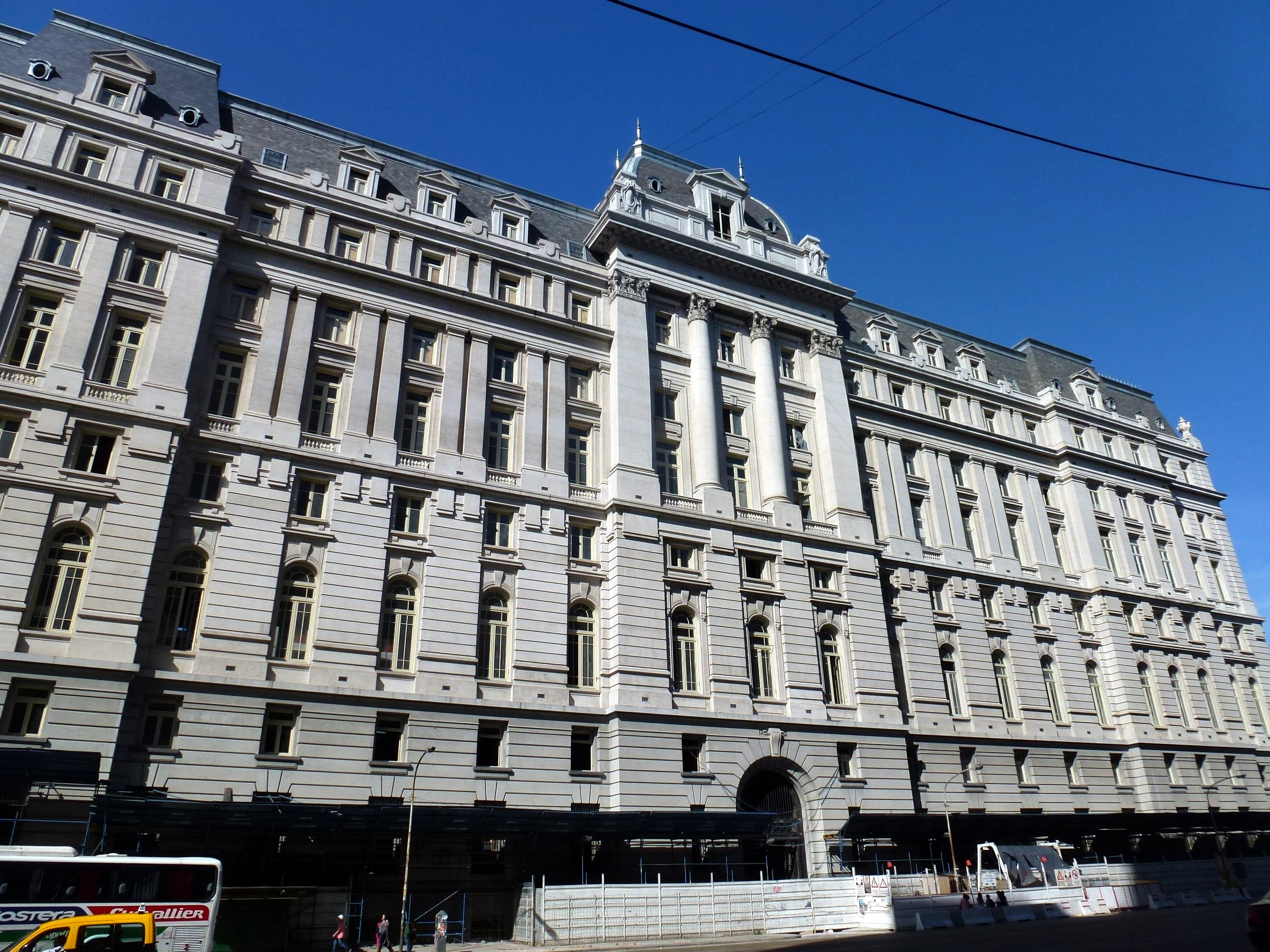
Фасад здания на Авенида Леандро Н. Алем

В период строительства здания пышный внешний облик отражал экономический бум. Это называлась «престижной архитектурой». В стиле здания просматривается французское влияние, в соответствии с канонами школы изящных искусств Парижа, с мансардной крышей и усеченным куполом и окнами от пола до потолка. Оно имеет великолепный фасад с видом на юг, украшенный четырьмя монументальными колоннами.
Здание построено на земельном участке площадью 12 500 м², а его общая площадь составляет 88 050 м². Его высота составляет около 60 м. Здание имеет девять этажей: подвал, цокольный этаж и семь верхних этажей. Архитектор Мейлларт решил организовать строительство вокруг центральной части, но пришлось добавить два небольших портала для увеличения количества помещений, необходимых для почтамта. Отмечается, что дворец имеет «менее гармоничные различия между двором и фасадом здания», потому что Мейлларт сохранил горизонтальность здания в академическом стиле. В то время ещё существовало предубеждение против высотных домов или небоскребов.
В здании размещены скульптуры (M. Фиот, M. Чирико и др.), картины (Бернадо Квирос, Лола Фрексас и др.), а также изящный витраж, который после закрытия в 1993 году был восстановлен архитектором Викторией Браунштейн, получившей Национальную архитектурную премию Mejor Intervención en el Patrimonio Edificado (1996).
Главный вход доступен по широкой лестнице, ведущей в бывший операционный зал почтамта. Зал имеет большую высоту и освещается светом, идущим через световые люки, которые находятся на уровне 4-го этажа. Здание имеет роскошные украшения  работы Буассери.
Почтамт был оснащён оборудованием для механического движения корреспонденции, возможности которого многократно превышали фактическую потребность. Но в этой автоматической системе не было нужды при наличии значительного штата почтовых служащих, поэтому машины в течение двадцати лет практически не действовали.

## Пласа де Коррео

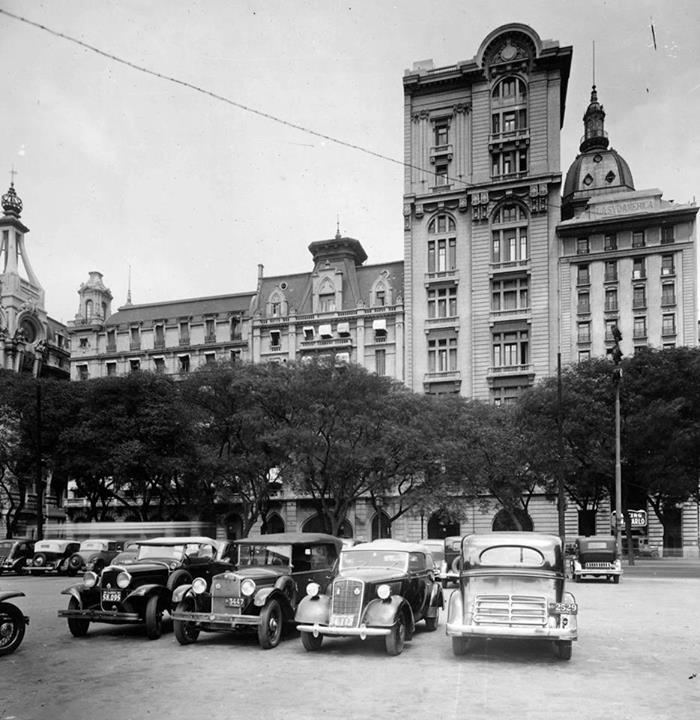
До 1983 года на площади размещалась автостоянка, которая позже была перемещена под землю

Чтобы подчеркнуть архитектурное богатство здания главпочтамта, в 1983 году была снова открыта площадь на участке в 6534 м² у главного входа в здание. Площадь была  спроектирована Чарльзом Тейсом в конце девятнадцатого века, но в 1930-х годах она превратилась в стоянку для автомобилей, которая в 1979 году могла исчезнуть в связи с проектом строительства штаб-квартиры Банка Токио. После протестов многих организаций и граждан разрешение на строительство было отменено и площадь была реконструирована со строительством подземной парковки.
На площади в стороне от главного входа в здание находятся связанные с почтой скульптуры. Одна посвящена аргентинским телеграфистам и работникам дворца: это скульптура бельгийского скульптора Луиса Брюникса, изображающая Сэмюэла Морзе, изобретателя телеграфа, который с 1915 года размещался в центральном зале почтамта.

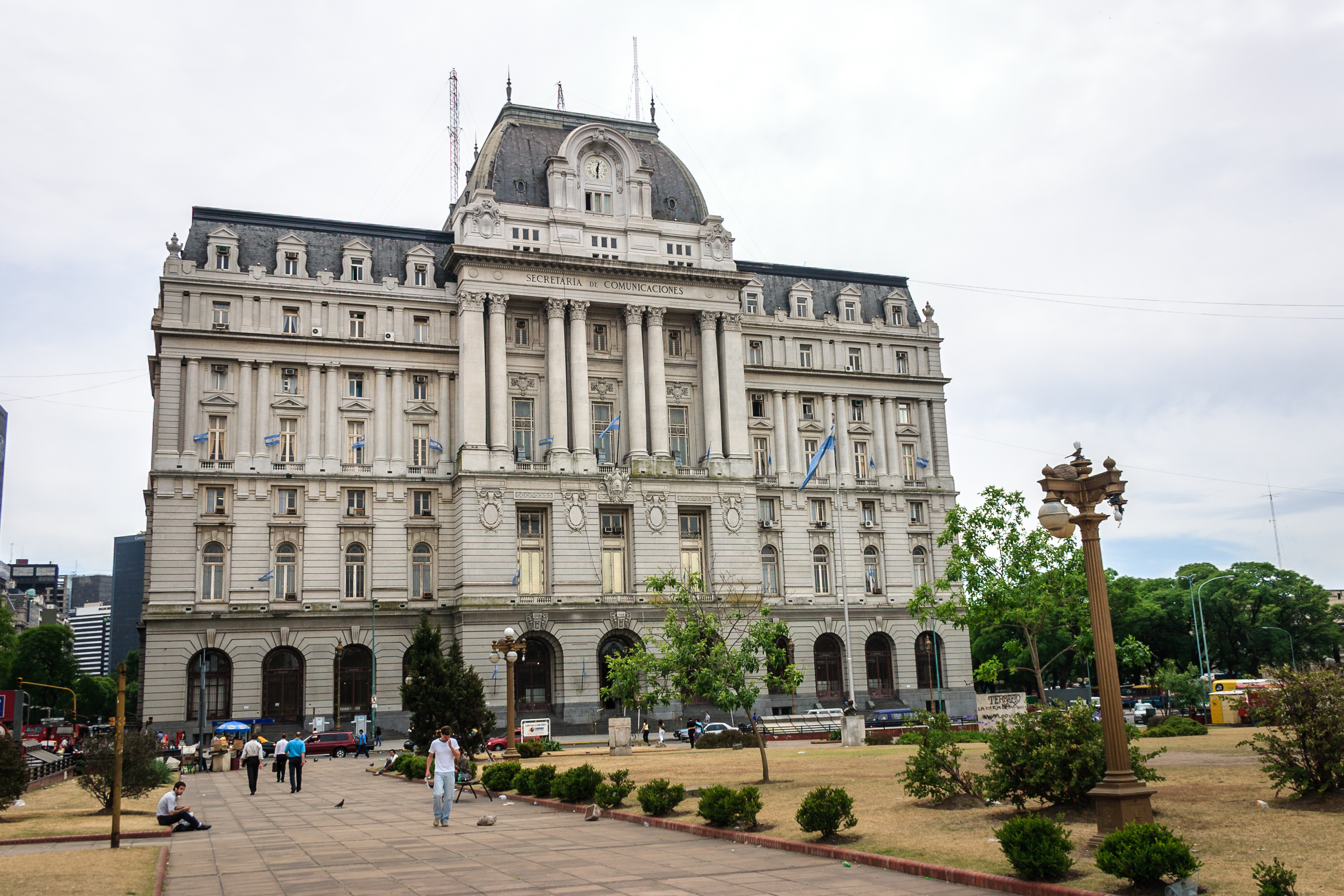
Пласа Коррео в 2005 году

Бронзовая фигура барельефа Часки (почта колониальной эпохи) является работой аргентинского скульптора Марио Рубен Чирико. Существует также скульптура под названием El Cartero, итало-аргентинского скульптора Сальвадора Гаррири, изображающая почтальона.
Кроме скульптур, есть мачта, которая возведена в 1938 году Главным управлением почт и телеграфов. В ходе создания Культурного центра в 2010 году площадь была снова реконструирована.